# Robert Ibertsberger
Robert Ibertsberger (* 20. Jänner 1977 in Neumarkt am Wallersee) ist ein ehemaliger österreichischer Fußballspieler und Nationalspieler und nunmehriger Fußballtrainer.

## Karriere

### Als Spieler
Robert Ibertsberger begann seine Karriere, wie auch seine Brüder Matthias und Andreas, als Jugendspieler beim SV Seekirchen 1945. Über das Bundesnachwuchszentrum Salzburg kam er 1994 zum Zweitligaverein ASVÖ FC Puch unter dem damaligen Trainer Heribert Weber. 1996 wechselte Ibertsberger zu Austria Salzburg. Dort absolvierte er am 17. August 1996 als Einwechselspieler sein Debüt in der österreichischen Fußball-Bundesliga und kam in der Saison 1996/97 auf 19 Meisterschaftseinsätze und drei Tore. Innerhalb kurzer Zeit avancierte er zum Stammspieler der Salzburger.
Am 31. Mai 1997 im Spiel gegen FK Austria Wien erlitt der damals 20-Jährige bei einem Foul durch Rene Glatzer eine schwere Knieverletzung mit Kreuzbandriss und wurde in weiterer Folge mehrfach operiert. Austria Salzburg wurde am Ende der Saison Österreichischer Meister; Ibertsberger absolvierte bis dahin kein Spiel mehr. Im Herbst 1998, also anderthalb Jahre nach dem Foul, gab er sein Comeback in der Mannschaft des SV Austria Salzburg.
Ibertsberger spielte sich wieder in die Stammmannschaft seines Vereins und absolvierte acht Länderspiele für die österreichische Nationalmannschaft. Im Jänner 2000 wechselte er zur AC Venezia. Dort konnte er sich nicht durchsetzen und wurde zuerst an Sturm Graz und anschließend an den FC Tirol Innsbruck verliehen. Mit den Grazern spielte er unter Trainer Ivica Osim im Spieljahr 2000/01 nur in der Meisterschaft, da er für die Champions League nicht spielberechtigt war; bei den Tirolern kam er unter Trainer Kurt Jara im Herbst 2001 auf 14 Einsätze und wurde österreichischer Meister.
Im Jänner 2002 wurde ein Knorpelschaden in Ibertsbergers Knie, den er sich bei dem Foul durch Rene Glatzer im Jahr 1997 zugezogen hatte, diagnostiziert. Mit einer Transplantation wurde versucht, seine Karriere zu retten, es folgten allerdings wieder 15 Monate Pause und Rekonvaleszenz. Er erreichte danach nicht mehr die Leistungsfähigkeit, die er vor seiner zweiten Verletzung hatte; bei Venezia kam er kaum noch zum Einsatz. Im Sommer 2003 wechselte Ibertsberger zurück nach Österreich in die Erste Liga zum SC Untersiebenbrunn unter Trainer Heri Weber, den er seit einer gemeinsamen Zeit beim ASVÖ FC Puch kannte.
Im Sommer 2004 beendete Ibertsberger wegen des Knorpelschadens schließlich seine Karriere als Fußballspieler.

### Als Trainer
Zunächst trainierte Ibertsberger die U-15-Mannschaft des FC Red Bull Salzburg. Im Sommer 2010 wechselte er als U-18-Trainer und Leiter des Grundlagenbereichs in die Fußballakademie der SV Ried.
Zur Saison 2017/18 wurde er Co-Trainer von Heimo Pfeifenberger beim Wolfsberger AC. Nach Pfeifenbergers Beurlaubung im März 2018 wurde Ibertsberger interimistisch Cheftrainer.
Zur Saison 2018/19 wechselte Ibertsberger als Co-Trainer von Thomas Letsch zum FK Austria Wien. Nach der Trennung von Letsch wurde er im März 2019 Interimstrainer der Austria. Nach Saisonende wurde er von Christian Ilzer abgelöst.
Im März 2020 wurde er Cheftrainer des SKN St. Pölten. Nachdem er die St. Pöltner als Tabellenletzte übernommen hatte, führte er sie mit neun Punkten Vorsprung auf den Tabellenletzten Tirol souverän zum Klassenerhalt. Die Saison 2020/21 startete vielversprechend, nach Kantersiegen im Derby gegen Mödling und gegen Aufsteiger Ried konnte sich der SKN in der Hinrunde des Grunddurchganges in der oberen Tabellenhälfte halten, die zur Teilnahme an der Meistergruppe berechtigt hätte. In der Rückrunde gelang den Niederösterreichern allerdings nur noch ein Sieg in elf Partien, wodurch man sich auch nicht für die Meistergruppe qualifizieren konnte, sondern in der Qualifikationsgruppe um den Klassenerhalt spielen musste. Nachdem man den Auftakt in der zweiten Phase im Derby gegen den Tabellenletzten Admira Wacker Mödling verloren hatte und somit punktegleich mit den nach wie vor letztplatzierten Admiranern war, wurde Ibertsberger im April 2021 beurlaubt.
Im Jänner 2022 kehrte Ibertsberger nach Ried zurück und übernahm die Bundesligamannschaft als Cheftrainer. Im April 2022 trennte sich Ried nach elf Spielen wieder von Ibertsberger. Unter seiner Führung erreichten die Oberösterreicher zwar das Finale im ÖFB-Cup, in der Liga verpasste man jedoch den Einzug ins Meisterplayoff und geriet daraufhin im Abstiegsplayoff nach nur einem Sieg in den ersten fünf Runden in Abstiegsgefahr.

## Privates
Der gelernte Installateur und Landwirt absolvierte nach Beendigung seiner Fußballerlaufbahn eine Ausbildung zum Physiotherapeuten. Mit seiner Frau und seinen zwei Kindern bewohnt er ein Haus in Seekirchen. Sein Sohn Lukas wurde ebenfalls Profifußballer.

## Erfolge
- 2 × Österreichischer Meister: 1997 (SV Austria Salzburg), 2002 (FC Tirol Innsbruck)
- 8 Länderspiele für die österreichische Nationalmannschaft